# Parigi-Nizza 1959
La Parigi-Nizza 1959, diciassettesima edizione della corsa, si svolse dal 4 al 14 marzo su un percorso di 2 044,5 km ripartiti in 11 tappe (la quinta suddivisa in due semitappe). Fu vinta dal francese Jean Graczyk davanti al suo connazionale Gérard Saint e all'italiano Pierino Baffi.

## Tappe
| Tappa  | Data     | Percorso                           | km      | Vincitore di tappa | Leader cl. generale |
| ------ | -------- | ---------------------------------- | ------- | ------------------ | ------------------- |
| 1ª     | 4 marzo  | Parigi > Gien                      | 170     | Willy Vannitsen    | Willy Vannitsen     |
| 2ª     | 5 marzo  | Gien > Moulins                     | 210     | Vito Favero        | Willy Vannitsen     |
| 3ª     | 6 marzo  | Moulins > Saint-Étienne            | 181     | Leon Vandaele      | Leon Vandaele       |
| 4ª     | 7 marzo  | Saint-Étienne > Uzès               | 212     | Armando Pellegrini | Pierino Baffi       |
| 5ª-1ª  | 8 marzo  | Uzès > Vergèze (cron. individuale) | 27      | Jacques Anquetil   | Gérard Saint        |
| 5ª-2ª  | 8 marzo  | Vergèze > Manosque                 | 164,5   | Vito Favero        | Gérard Saint        |
| 6ª     | 9 marzo  | Manosque > Nizza                   | 202     | Pierre Everaert    | Jean Graczyk        |
| 7ª     | 10 marzo | Mentone > Ventimiglia              | 72      | Gérard Saint       | Jean Graczyk        |
| 8ª     | 11 marzo | Ventimiglia > Chiavari             | 208     | Pierre Everaert    | Jean Graczyk        |
| 9ª     | 12 marzo | Chiavari > Firenze                 | 225     | Pierino Baffi      | Jean Graczyk        |
| 10ª    | 13 marzo | Firenze > Siena                    | 119     | Michel Van Aerde   | Jean Graczyk        |
| 11ª    | 14 marzo | Siena > Roma                       | 254     | Armando Pellegrini | Jean Graczyk        |
| Totale | Totale   | Totale                             | 2 044,5 |                    |                     |

## Dettagli delle tappe

### 1ª tappa
- 4 marzo: Parigi > Gien – 170 km

| Pos. | Corridore       | Squadra     | Tempo    |
| ---- | --------------- | ----------- | -------- |
| 1    | Willy Vannitsen | Ghigi-Ganna | 4h36'52" |
| 2    | Leon Vandaele   | Flandria    | s.t.     |
| 3    | Roger Rivière   | St. Raphaël | s.t.     |

| Pos. | Corridore       | Squadra     | Tempo |
| ---- | --------------- | ----------- | ----- |
| 1    | Willy Vannitsen | Ghigi-Ganna |       |

### 2ª tappa
- 5 marzo: Gien > Moulins – 210 km

| Pos. | Corridore       | Squadra     | Tempo    |
| ---- | --------------- | ----------- | -------- |
| 1    | Vito Favero     | Atala       | 5h31'10" |
| 2    | Willy Vannitsen | Ghigi-Ganna | s.t.     |
| 3    | Leon Vandaele   | Flandria    | s.t.     |

| Pos. | Corridore       | Squadra     | Tempo |
| ---- | --------------- | ----------- | ----- |
| 1    | Willy Vannitsen | Ghigi-Ganna |       |

### 3ª tappa
- 6 marzo: Moulins > Saint-Étienne – 181 km

| Pos. | Corridore        | Squadra  | Tempo    |
| ---- | ---------------- | -------- | -------- |
| 1    | Leon Vandaele    | Flandria | 4h50'14" |
| 2    | Michel Van Aerde | Carpano  | s.t.     |
| 3    | Jean Gainche     | Mercier  | s.t.     |

| Pos. | Corridore     | Squadra  | Tempo |
| ---- | ------------- | -------- | ----- |
| 1    | Leon Vandaele | Flandria |       |

### 4ª tappa
- 7 marzo: Saint-Étienne > Uzès – 212 km

| Pos. | Corridore          | Squadra      | Tempo    |
| ---- | ------------------ | ------------ | -------- |
| 1    | Armando Pellegrini | Emi-Guerra   | 5h04'18" |
| 2    | José Segú          | Liberia      | s.t.     |
| 3    | Pierino Baffi      | Ignis-Frejus | s.t.     |

| Pos. | Corridore     | Squadra      | Tempo |
| ---- | ------------- | ------------ | ----- |
| 1    | Pierino Baffi | Ignis-Frejus |       |

### 5ª tappa - 1ª semitappa
- 8 marzo: Uzès > Vergèze (cron. individuale) – 27 km

| Pos. | Corridore        | Squadra     | Tempo  |
| ---- | ---------------- | ----------- | ------ |
| 1    | Jacques Anquetil | Helyett     | 33'12" |
| 2    | Roger Rivière    | St. Raphaël | a 1"   |
| 3    | Gérard Saint     | St. Raphaël | a 30"  |

| Pos. | Corridore    | Squadra     | Tempo |
| ---- | ------------ | ----------- | ----- |
| 1    | Gérard Saint | St. Raphaël |       |

### 5ª tappa - 2ª semitappa
- 8 marzo: Vergèze > Manosque – 164 km

| Pos. | Corridore        | Squadra | Tempo    |
| ---- | ---------------- | ------- | -------- |
| 1    | Vito Favero      | Atala   | 4h03'32" |
| 2    | Michel Van Aerde | Carpano | s.t.     |
| 3    | Frans Schoubben  | Peugeot | s.t.     |

| Pos. | Corridore    | Squadra     | Tempo |
| ---- | ------------ | ----------- | ----- |
| 1    | Gérard Saint | St. Raphaël |       |

### 6ª tappa
- 9 marzo: Manosque > Nizza – 202 km

| Pos. | Corridore             | Squadra     | Tempo    |
| ---- | --------------------- | ----------- | -------- |
| 1    | Pierre Everaert       | St. Raphaël | 4h54'25" |
| 2    | Tranquillo Scudellaro | Torpado     | s.t.     |
| 3    | Raymond Vrancken      | Flandria    | s.t.     |

| Pos. | Corridore    | Squadra | Tempo |
| ---- | ------------ | ------- | ----- |
| 1    | Jean Graczyk | Helyett |       |

### 7ª tappa
- 10 marzo: Mentone > Ventimiglia – 72 km

| Pos. | Corridore     | Squadra     | Tempo    |
| ---- | ------------- | ----------- | -------- |
| 1    | Gérard Saint  | St. Raphaël | 1h55'39" |
| 2    | Roger Rivière | St. Raphaël | a 4"     |
| 3    | Louison Bobet | L. Bobet    | s.t.     |

| Pos. | Corridore    | Squadra | Tempo |
| ---- | ------------ | ------- | ----- |
| 1    | Jean Graczyk | Helyett |       |

### 8ª tappa
- 11 marzo: Ventimiglia > Chiavari – 208 km

| Pos. | Corridore       | Squadra      | Tempo    |
| ---- | --------------- | ------------ | -------- |
| 1    | Pierre Everaert | St. Raphaël  | 5h09'01" |
| 2    | Pierino Baffi   | Ignis-Frejus | s.t.     |
| 3    | Cleto Maule     | Carpano      | s.t.     |

| Pos. | Corridore    | Squadra | Tempo |
| ---- | ------------ | ------- | ----- |
| 1    | Jean Graczyk | Helyett |       |

### 9ª tappa
- 12 marzo: Chiavari > Firenze – 225 km

| Pos. | Corridore       | Squadra      | Tempo    |
| ---- | --------------- | ------------ | -------- |
| 1    | Pierino Baffi   | Ignis-Frejus | 6h17'52" |
| 2    | Cleto Maule     | Carpano      | a 5"     |
| 3    | Loris Guernieri | Torpado      | s.t.     |

| Pos. | Corridore    | Squadra | Tempo |
| ---- | ------------ | ------- | ----- |
| 1    | Jean Graczyk | Helyett |       |

### 10ª tappa
- 13 marzo: Firenze > Siena – 119 km

| Pos. | Corridore        | Squadra     | Tempo    |
| ---- | ---------------- | ----------- | -------- |
| 1    | Michel Van Aerde | Carpano     | 2h54'15" |
| 2    | Roger Rivière    | St. Raphaël | s.t.     |
| 3    | Pierre Everaert  | St. Raphaël | s.t.     |

| Pos. | Corridore    | Squadra | Tempo |
| ---- | ------------ | ------- | ----- |
| 1    | Jean Graczyk | Helyett |       |

### 11ª tappa
- 14 marzo: Siena > Roma – 254 km

| Pos. | Corridore           | Squadra     | Tempo    |
| ---- | ------------------- | ----------- | -------- |
| 1    | Armando Pellegrini  | Emi-Guerra  | 6h32'02" |
| 2    | Jean-Claude Annaert | St. Raphaël | s.t.     |
| 3    | Nicolas Barone      | St. Raphaël | s.t.     |

| Pos. | Corridore     | Squadra      | Tempo     |
| ---- | ------------- | ------------ | --------- |
| 1    | Jean Graczyk  | Helyett      | 53h36'04" |
| 2    | Gérard Saint  | St. Raphaël  | a 15"     |
| 3    | Pierino Baffi | Ignis-Frejus | a 4'15"   |

## Classifiche finali

### Classifica generale
| Pos. | Corridore        | Squadra      | Tempo     |
| ---- | ---------------- | ------------ | --------- |
| 1    | Jean Graczyk     | Helyett      | 53h36'04" |
| 2    | Gérard Saint     | St. Raphaël  | a 15"     |
| 3    | Pierino Baffi    | Ignis-Frejus | a 4'15"   |
| 4    | Henri Anglade    | Liberia      | a 4'44"   |
| 5    | Pierre Everaert  | St. Raphaël  | a 5'13"   |
| 6    | Gastone Nencini  | Carpano      | a 5'50"   |
| 7    | Roger Rivière    | St. Raphaël  | a 6'24"   |
| 8    | Nicolas Barone   | St. Raphaël  | a 6'26"   |
| 9    | Michel Van Aerde | Carpano      | a 8'10"   |
| 10   | Jean Dotto       | Liberia      | a 9'32"   |